# Maupas/Valency
Maupas/Valency est un quartier de la ville de Lausanne, en Suisse.

## Démographie
Avec une population, en 2017, de 13 834 habitants, dont 6 274 étrangers (45,4%), le quartier Maupas/Valency abrite 10% de la population lausannoise. 

## Délimitation
Le quartier Maupas/Valency, recouvre 80,3 ha, ce qui correspond à 2% de la surface de la commune, et regroupe les secteurs suivants, :
- Maupas (201)[Note 1]
- Avenue d'Echallens (202)
- Montétan (203)
- Chablière (204)
- Valency (205)

Le quartier est situé à l'ouest de la ville ; il est limité au nord par le quartier de Beaulieu/Grey/Boisy, à l'est par les quartiers de Vinet/Pontaise et du centre, au sud par le quartier de Sébeillon/Malley et à l'ouest par la commune de Prilly.

## Transports publics
- Bus : 2, 3, 4, 9, 21, 29[4]
- Chemin de fer Lausanne-Échallens-Bercher : Station de Montétan[4]

## Sites touristiques
- Collection de l'art brut, musée consacré à l'art brut.
- Musée de la machine à écrire.
- Parc de Valency.

## Entreprise
- Hôpital de l'enfance.
- Hôpital ophtalmique Jules-Gonin.

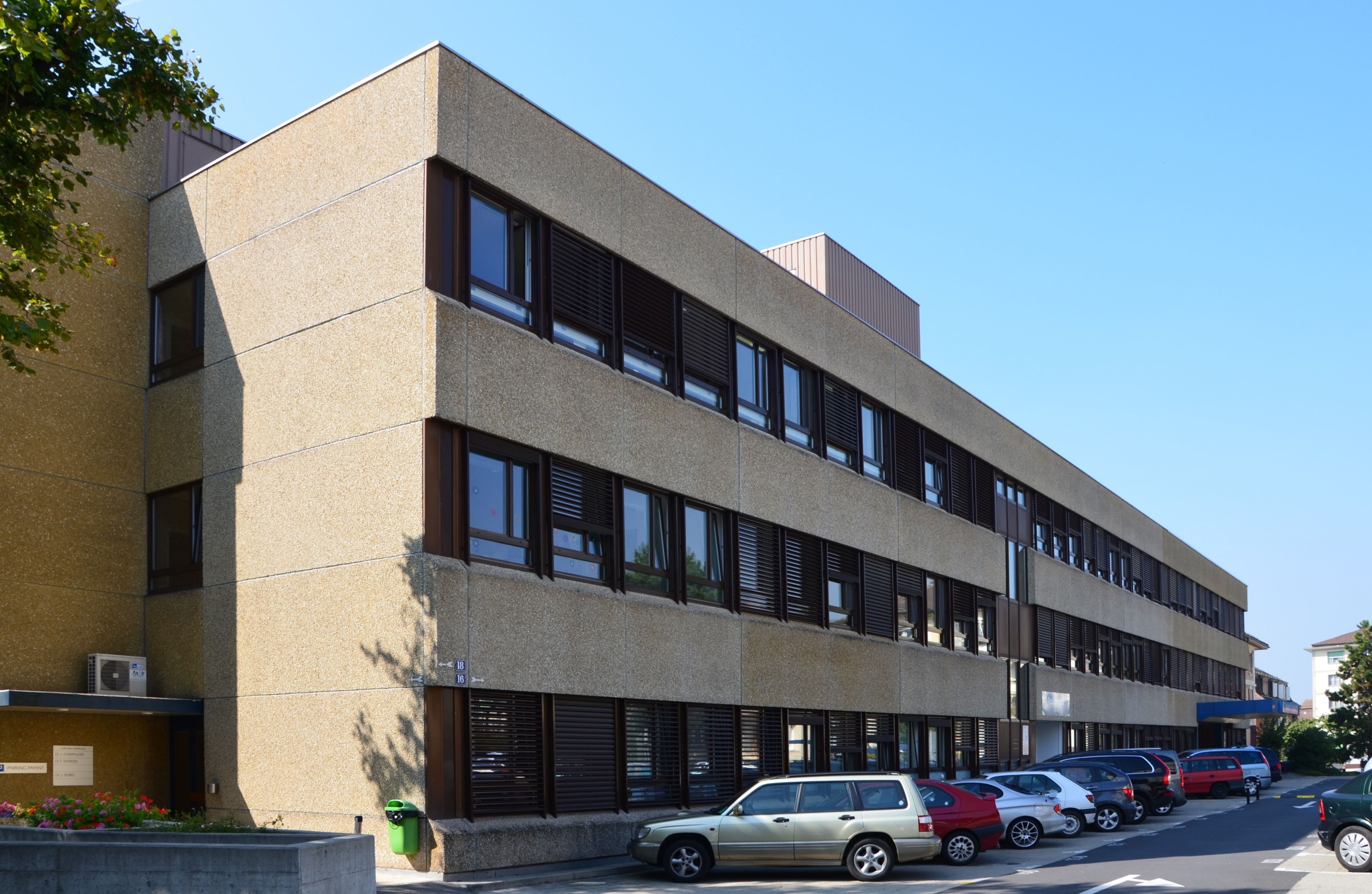
L'Hôpital de l'enfance, au chemin de Montétan.
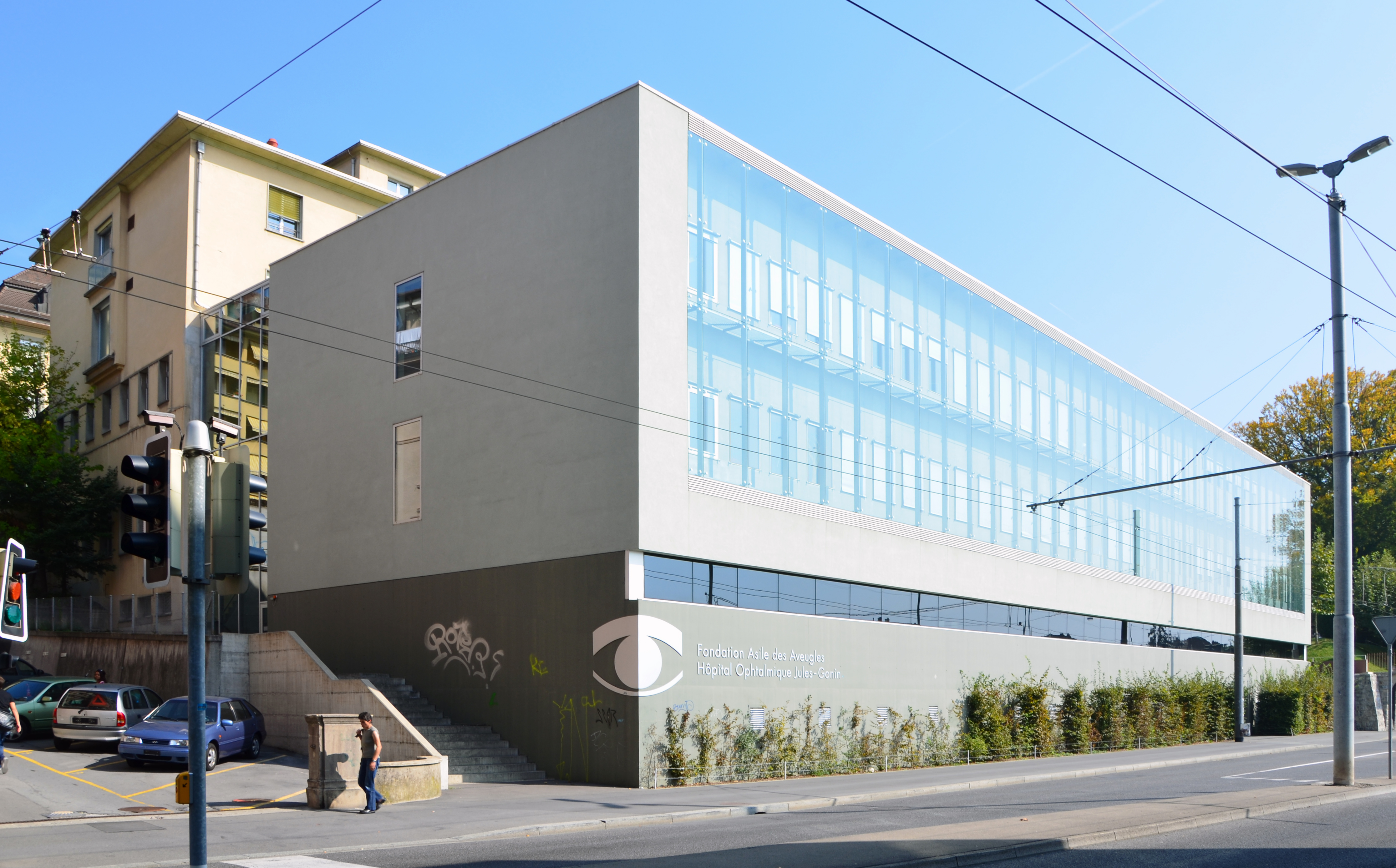
L'Hôpital ophtalmique Jules-Gonin.
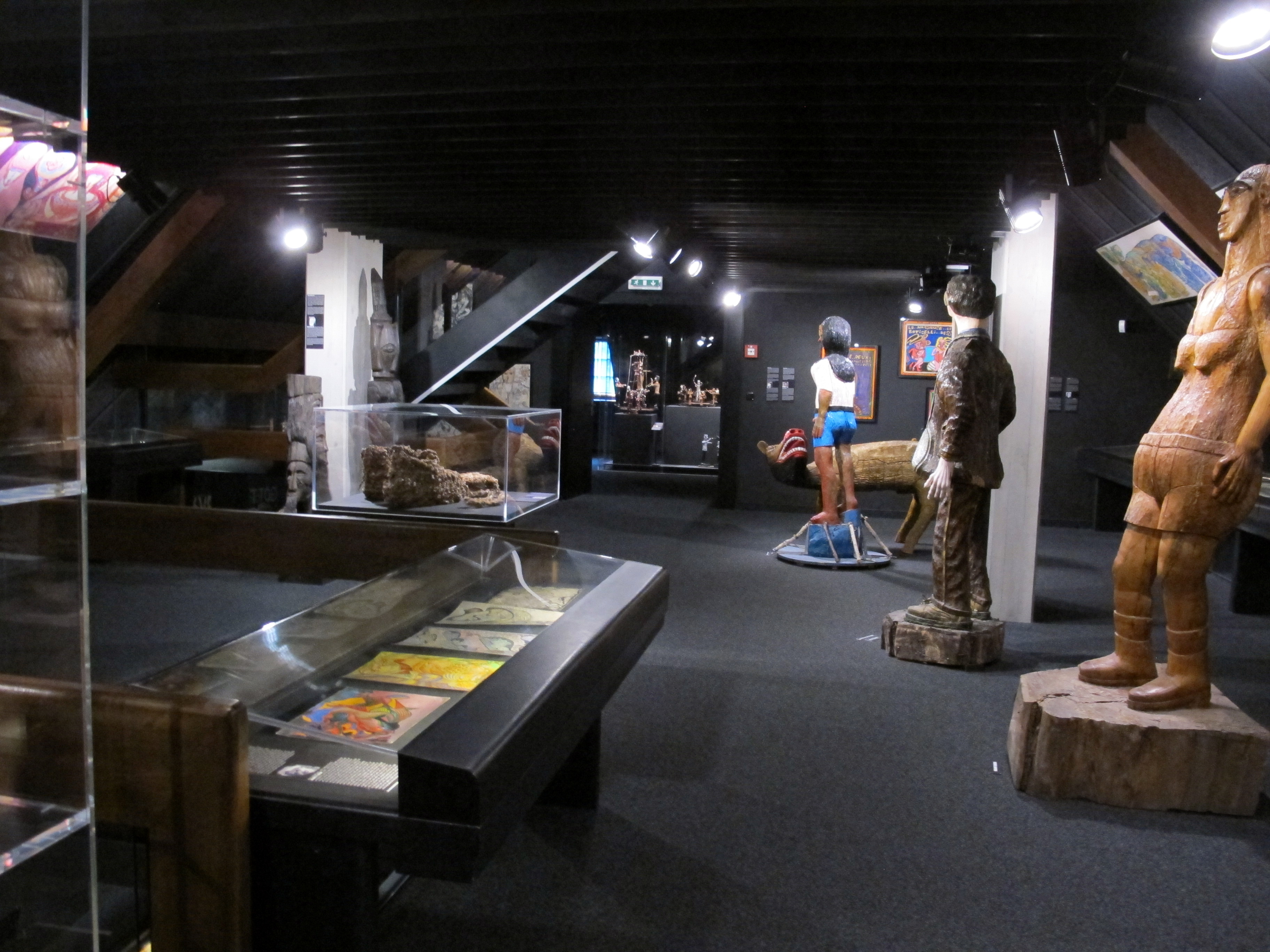
La Collection de l'art brut